# Sandrans
Sandrans ist eine französische Gemeinde mit 578 Einwohnern (Stand: 1. Januar 2022) im Département Ain in der Region Auvergne-Rhône-Alpes. Sie gehört zum Kanton Châtillon-sur-Chalaronne im Arrondissement Bourg-en-Bresse. Die Einwohner werden Sandranais genannt.

## Geografie
Die Gemeinde Sandrans liegt in der Seenlandschaft Dombes, etwa 20 Kilomwrer nordöstlich von Villefranche-sur-Saône und 24 Kilometer südwestlich der Präfektur Bourg-en-Bresse. Der Fluss Chalaronne begrenzt die Gemeinde im Nordosten, der Relevant im Westen. Umgeben wird Sandrans von den Nachbargemeinden Châtillon-sur-Chalaronne im Norden, Romans im Nordosten, La Chapelle-du-Châtelard im Osten, Bouligneux im Süden, Saint-Trivier-sur-Moignans im Südwesten und Westen sowie Relevant im Westen und Nordwesten.

## Bevölkerungsentwicklung
| Jahr                       | 1962 | 1968 | 1975 | 1982 | 1990 | 1999 | 2011 | 2021 |
| Einwohner                  | 416  | 361  | 366  | 379  | 346  | 416  | 521  | 567  |
| Quellen: Cassini und INSEE |      |      |      |      |      |      |      |      |

## Sehenswürdigkeiten
- Kirche Saint-Priest aus dem 12. Jahrhundert (Monument historique)
- Burg Sandrans
- Grab im Wald von Saint-Guignefort

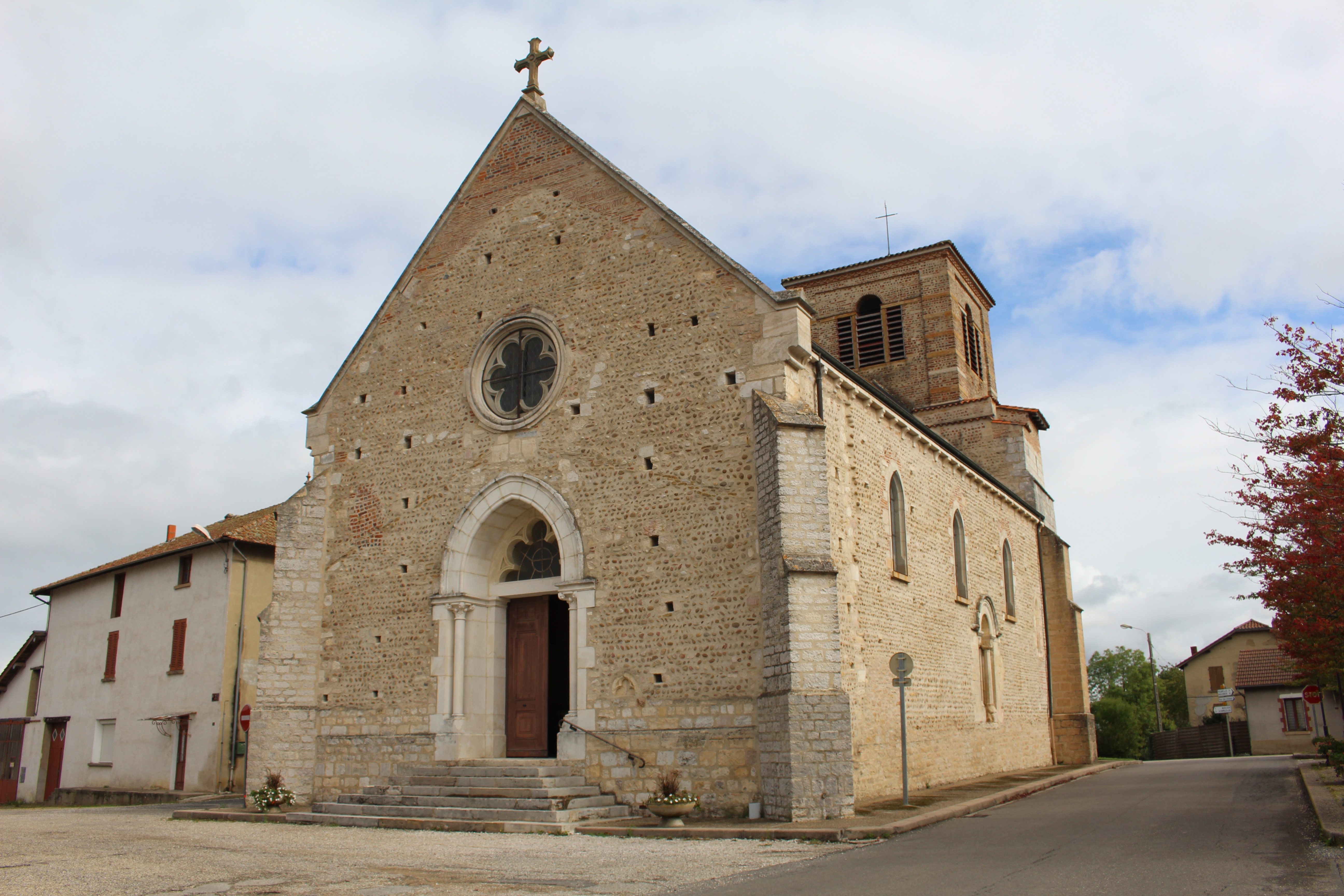
Kirche Saint-Priest
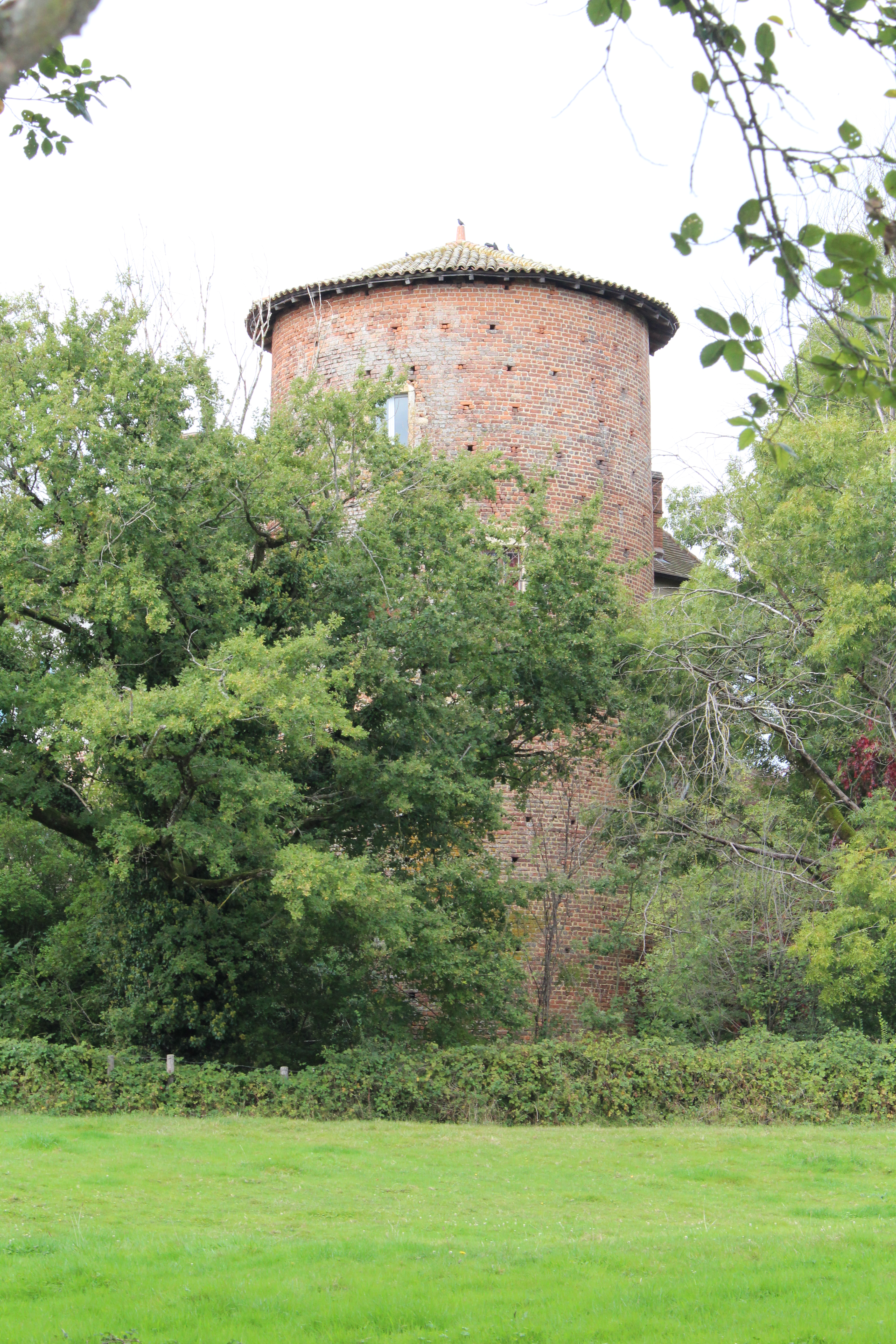
Reste der Burg Sandrans
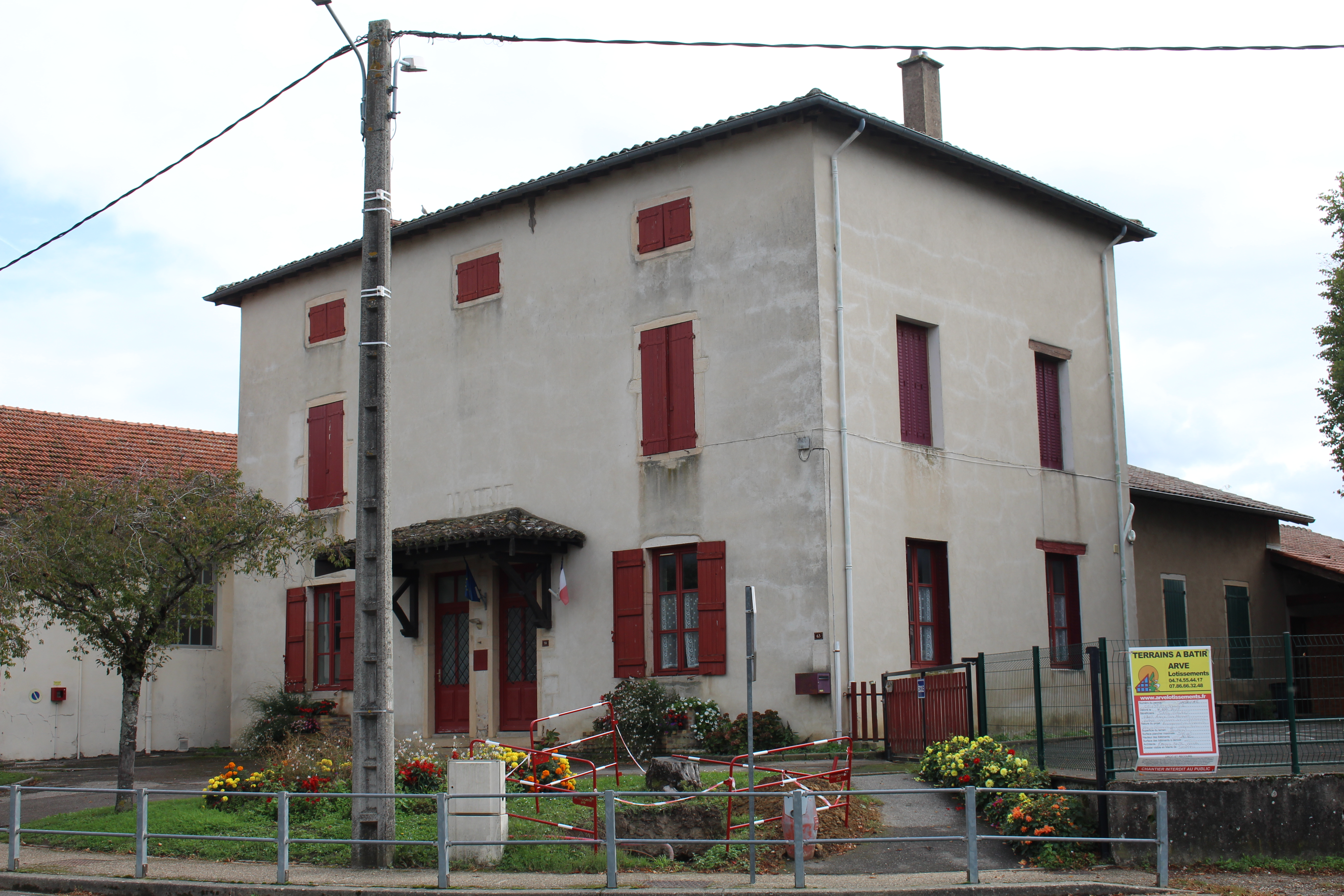
Schule (ehemaliges Rathaus)
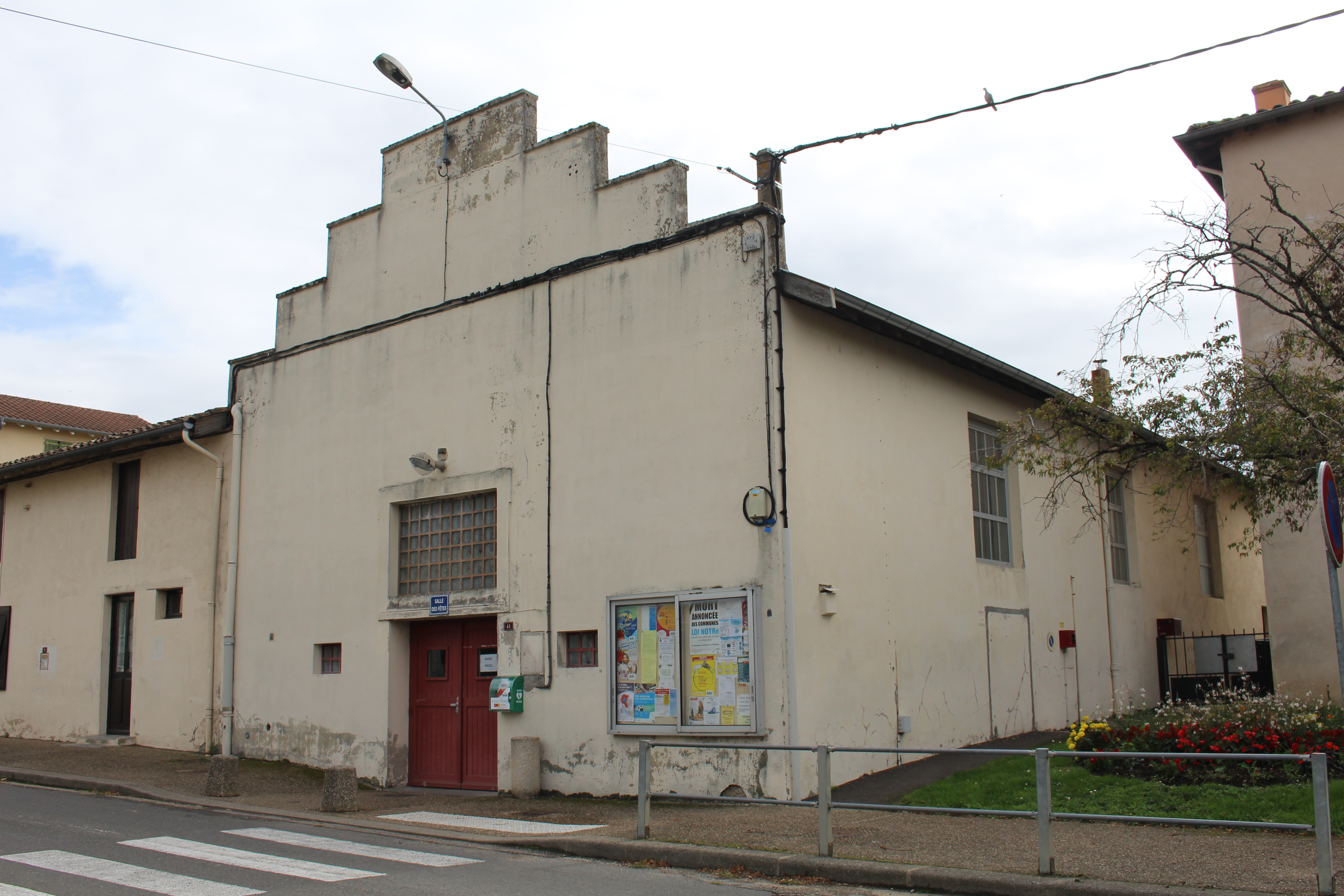
Gemeindefestsaal
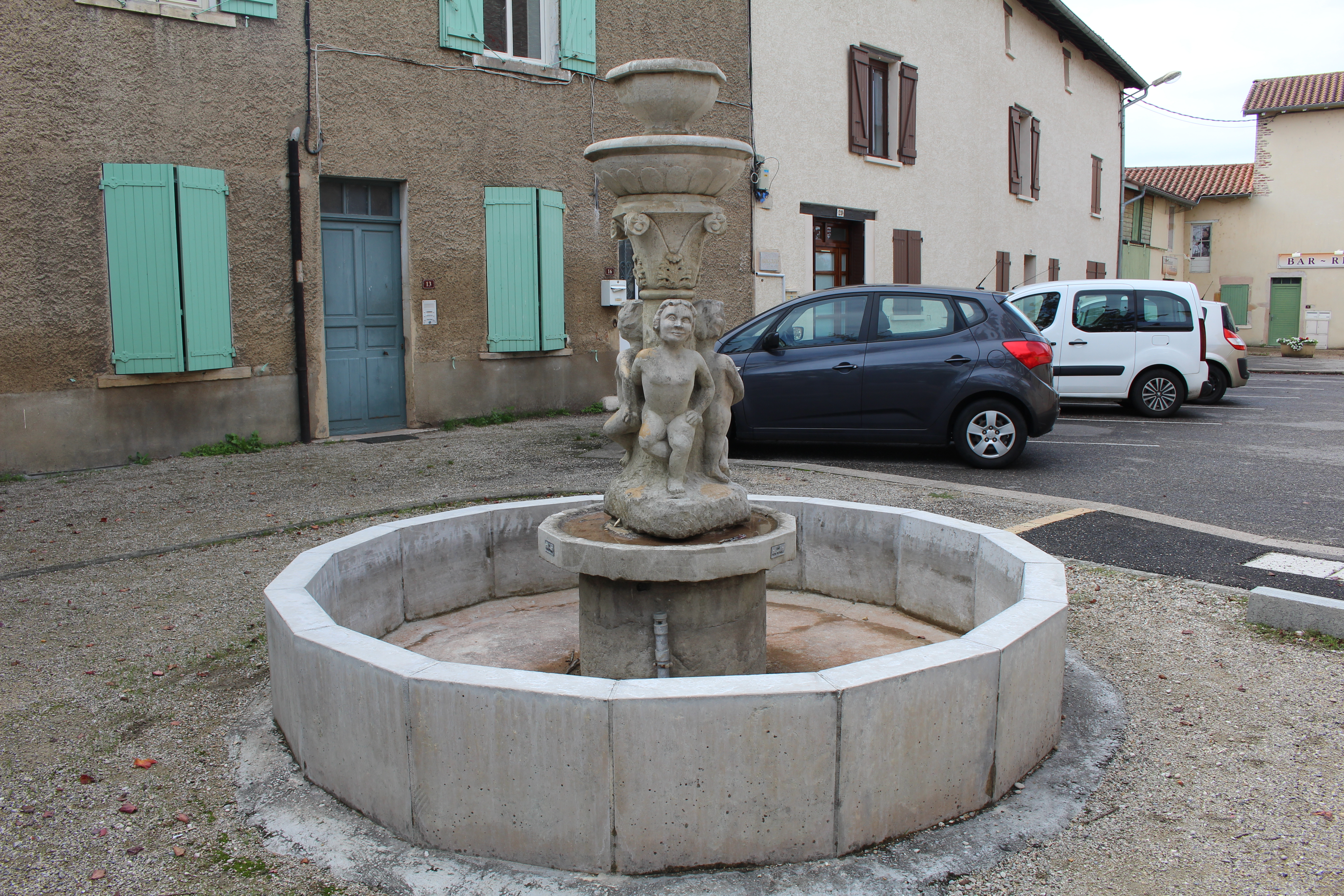
Brunnen
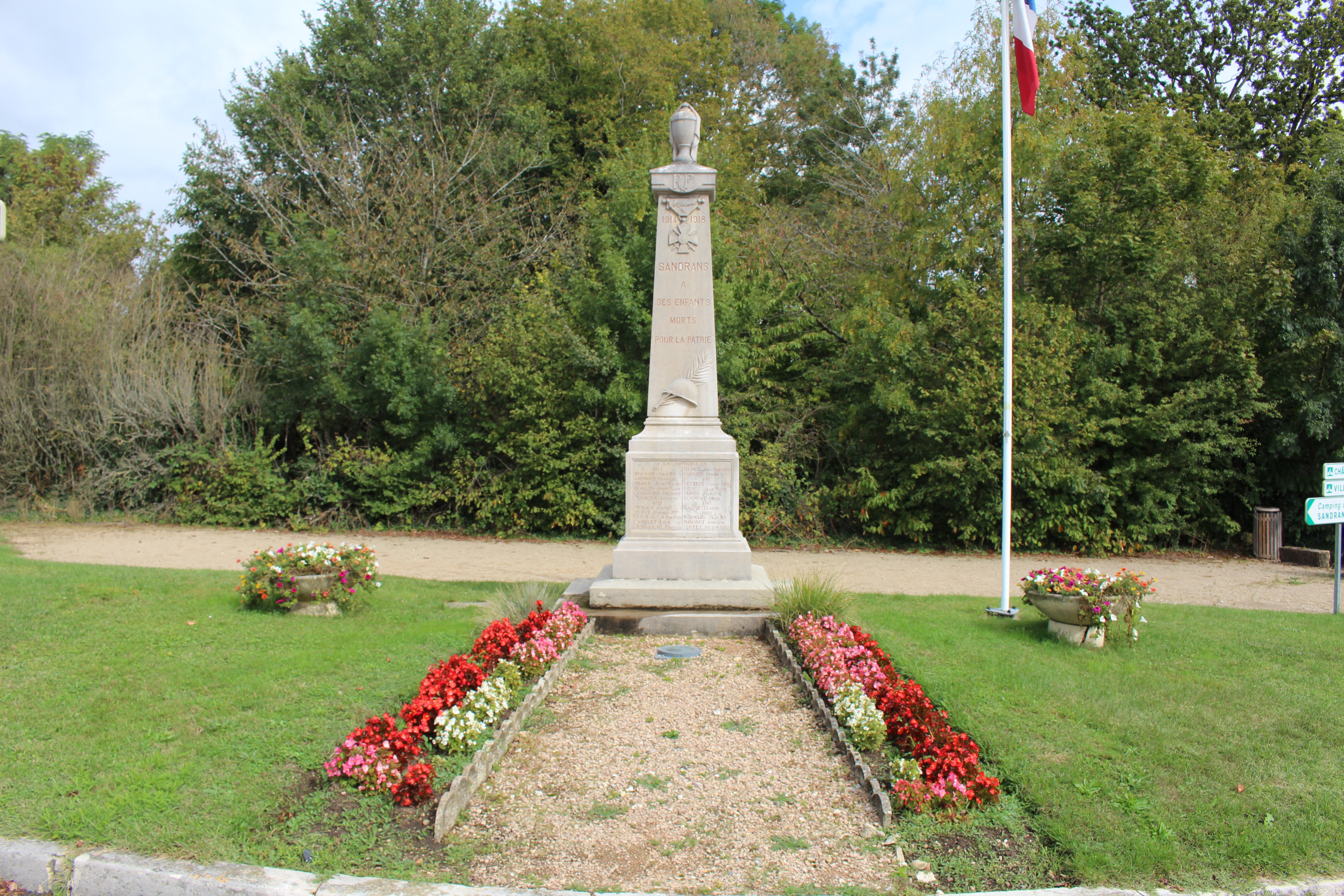
Gefallenendenkmal